# Vikatjärnen
Vikatjärnen är en sjö i Härryda kommun i Västergötland och ingår i Kungsbackaåns huvudavrinningsområde.